# Lauterbourg
Lauterbourg (in tedesco Lauterburg, in dialetto alsaziano Lüterburi) è un comune francese di 2 317 abitanti situato nel dipartimento del Basso Reno nella regione del Grand Est. È il comune più orientale della Francia continentale, esclusa quindi la Corsica e i dipartimenti d'oltremare. Nella parte tedesca si trova la frazione di Neulauterburg, parte del comune di Berg (Pfalz) nella Renania-Palatinato. Il confine è segnato dal fiume Lauter.

## Società

### Evoluzione demografica

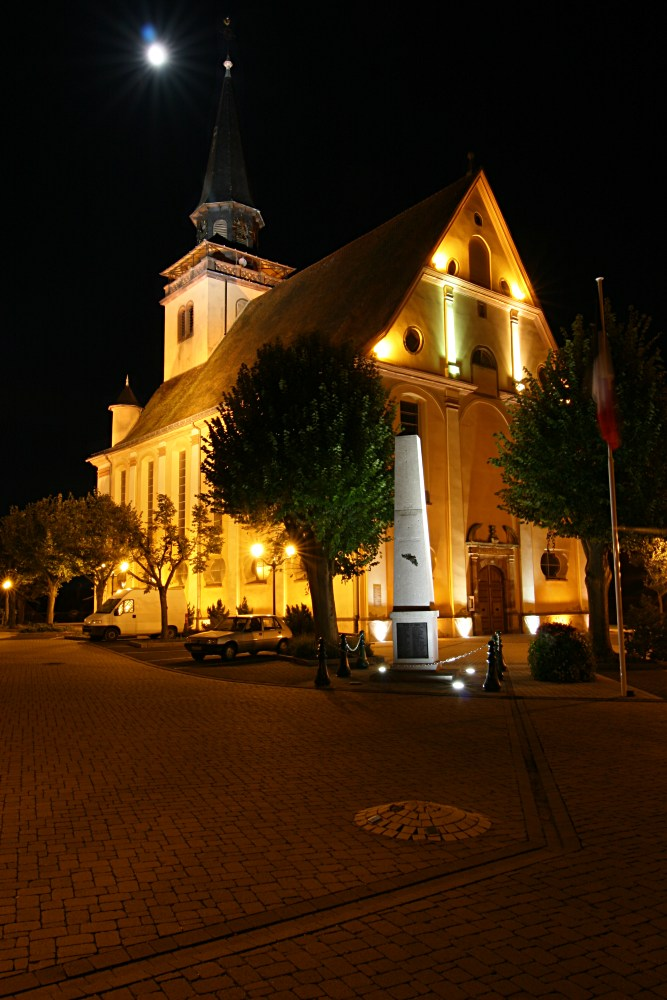
chiesa di Lauterbourg

Abitanti censiti